# Kerfstok

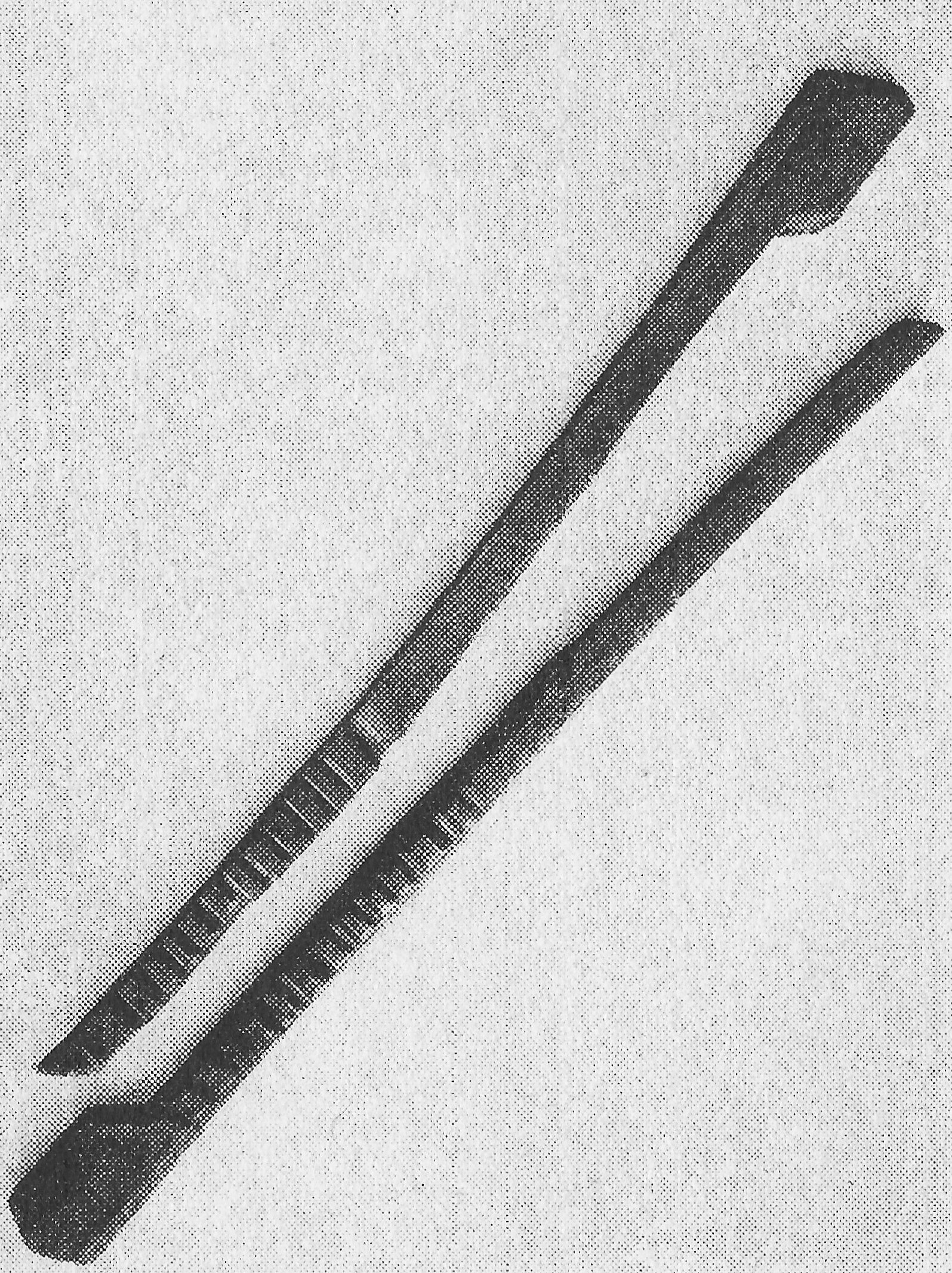
kerfstokken uit het museum van (Slot Zerbst)

Een kerfstok was een middel om schulden of andere verbintenissen voor beide partijen te kunnen registreren zonder mogelijkheid tot vervalsing.  

## Gebruik
Een geschikt langwerpig houten bord of stok werd gemarkeerd met symbolen, dat wil zeggen, er werden markeringen in gekerfd. Vervolgens werd het hout over de lengte gesplitst. Beide partijen bewaarden een helft van de dubbele kerfstok. Als de kerven van twee kerfstokken exact op elkaar passen, is de echtheid van de kerfstok gegarandeerd. Indien nodig konden naderhand nog aanvullende markeringen worden geplaatst door beide delen weer tegen elkaar te houden. Als de schulden zijn voldaan, worden de insnijdingen verwijderd door de stok te schaven, zo kan deze hergebruikt worden. Als een gedeelte van de schuld werd betaald, kon dit aan de zijkant van de stok worden bijgehouden.
Naast dubbele werden er ook enkelvoudige kerfstokken gebruikt, waarmee alleen de geldschieter de schulden bijhield als geheugensteun. 
Het gebruik leeft nog voort in de uitdrukking "iets op de kerfstok hebben", letterlijk of overdrachtelijk: nog schulden hebben staan. Figuurlijk betekent de uitdrukking dat de betrokkene iets misdaan heeft.

## Geschiedenis

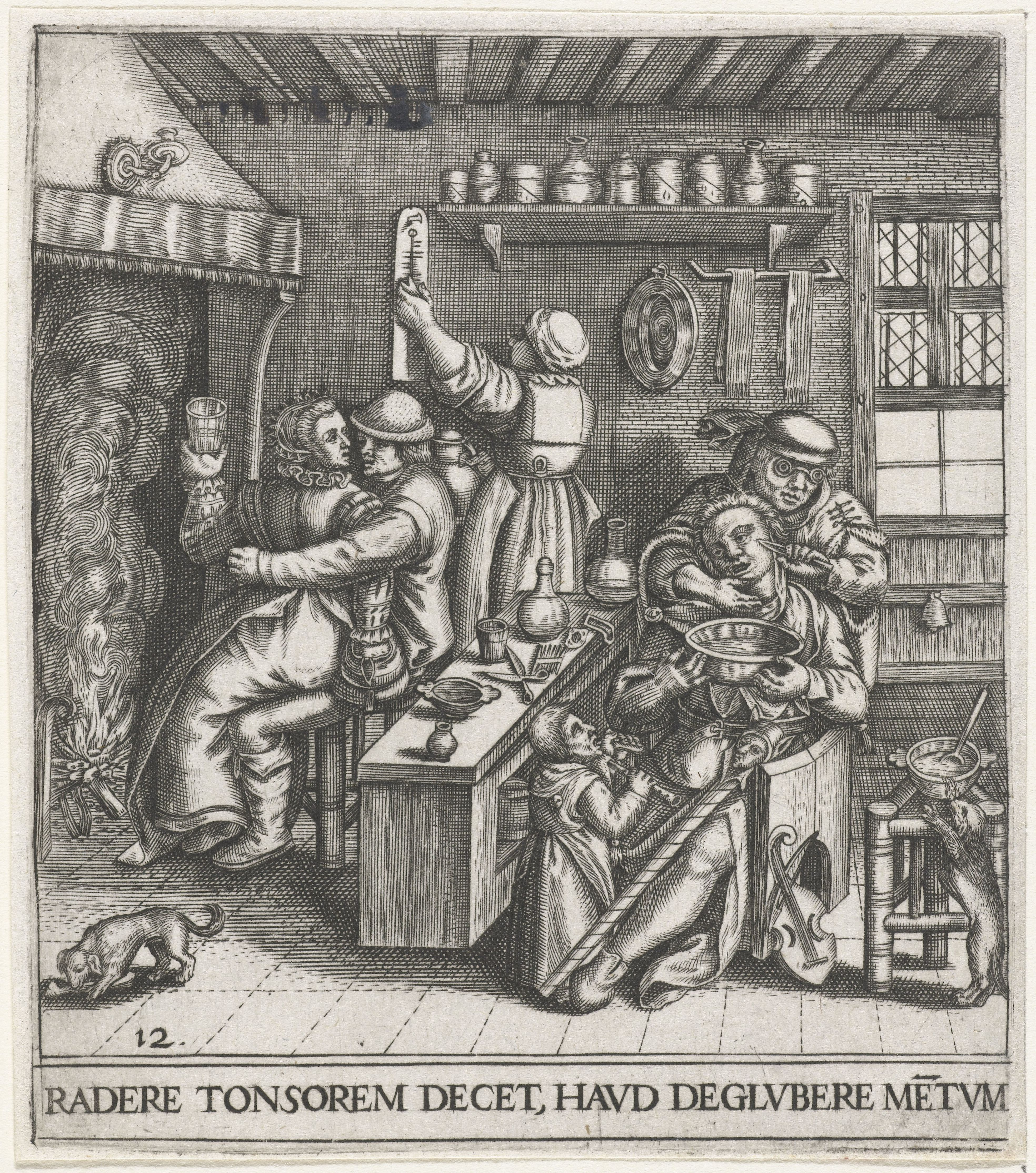
De waardin houdt de kerfstok bij op de achtergrond, terwijl iemand (een zot) geschoren wordt (rechts) en een vrouw bij iemand op schoot in zijn beurs tast (links). Prent uit 1596.

Ten tijde van de middeleeuwen, in een grotendeels analfabetisch en muntarm Europa, was de kerfstok sinds de 10e-12e eeuw in gebruik. De kerfstok werd vooral in herbergen gebruikt, waarbij de waard voor elk van de klanten een kerfstok had, waarop de verteringen werden bijgehouden. Maar in elk geval werden ook in winkels kerfstokken gebruikt.
De kerfstok werd in de middeleeuwse rechtspraak als bewijs beschouwd. Ook de Code Napoléon vermeldt de kerfstok als schuldbewijs in art. 1333. In sommige Europese landen werd de kerfstok nog in de 20e eeuw gebruikt, bijvoorbeeld bij de alpenbeweiding.
Niet alleen geldschulden werden door de kerfstok geregistreerd. In de land- en veeteelt werd het gebruikt om verleende diensten te documenteren, bijvoorbeeld hoeveel vee was toevertrouwd aan een herder. Handelaren gebruikten de kerfstok om voorraden te registreren.  Grondheren en gemeenten beheerden met behulp van de kerfstok hun belastingen. Ze werd gebruikt voor dorpsplichten zoals nachtelijke vuurwachten of de controle van gebruiksrechten (zoals waterrechten). 